# David Anspaugh
David Anspaugh est un réalisateur américain né le 24 septembre 1946.

## Filmographie partielle
- 1983 : The Last Leaf
- 1986 : Le Grand Défi
- 1988 : Comme un cheval fou
- 1993 : Rudy
- 1995 : Moonlight et Valentino (Moonlight and Valentino)
- 2002 : WiseGirls
- 2005 : Le Match de leur vie (The Game of Their Lives)